# Konza
Konza är en ort i Kenya. Den ligger i länet Machakos, i den södra delen av landet, 60 km sydost om huvudstaden Nairobi. Konza ligger 1 650 meter över havet och antalet invånare är 2 004.
Terrängen runt Konza är en högslätt, och sluttar söderut. Runt Konza är det ganska glesbefolkat, med 23 invånare per kvadratkilometer. Det finns inga andra samhällen i närheten. Trakten runt Konza består i huvudsak av gräsmarker.